# Rust in Peace
Rust in Peace è il quarto album in studio del gruppo musicale statunitense Megadeth, pubblicato il 24 settembre 1990 dalla Capitol Records.

## Descrizione
Dopo aver licenziato dal gruppo il chitarrista Jeff Young e il batterista Chuck Behler, Dave Mustaine si mise alla ricerca dei sostituti. Fece offerte a chitarristi quali Dimebag Darrell e Jeff Waters e a batteristi quali Dave Lombardo e Deen Castronovo, ma essi non accettarono. Dopo tante offerte rifiutate, Mustaine riuscì a trovare due brillanti musicisti, il guitar hero Marty Friedman, noto per aver suonato nei Cacophony, e il giovane Nick Menza, tecnico della batteria del dipartito Chuck Behler che ne prese il posto.
Nel giugno del 2017 la rivista Rolling Stone ha collocato l'album alla diciannovesima posizione dei 100 migliori album metal di tutti i tempi.

### Le tracce
La prima traccia, Holy Wars... The Punishment Due, nacque in seguito ad una esibizione nel nord dell'Irlanda in cui, per aver parlato della 'Causa' senza sapere bene di che cosa si trattasse, Mustaine dal palco assistette alla spartizione del pubblico e scoprì la guerra civile in corso. La canzone è divisa in due parti ben distinte seppur collegate: la prima si scaglia contro l'allora governo di George H. W. Bush, che ordinò un attacco bellico contro il regime di Saddam Hussein scatenando la Guerra del Golfo, e presenta ritmiche veloci in conformità col tema della canzone stessa.
La seconda parte, introdotta da un assolo di Friedman che richiama le musiche arabe, resta nell'ambito della Guerra del Golfo ma è chiaramente ispirata ad un'avventura del Punitore, inviato in Iraq a caccia del "supercannone del dittatore" (arma inesistente nella realtà). Altri riferimenti alla figura di Frank Castle sono rinvenibili nella frase, "First mistake... no more mistakes" ("Primo errore... non più errori"), un intercalare tipico del violento personaggio Marvel. Hangar 18 apparteneva al repertorio di Mustaine sin dall suo primo gruppo (con titolo e testo differente, però), i Panic, e presenta una forte somiglianza con il brano dei Metallica The Call of Ktulu, di cui è coautore. In essa vi è una critica nei confronti dei segreti militari statunitensi. Il brano presenta una prima parte incentrata sulle liriche antimilitariste ed una seconda sezione interamente strumentale nella quale Mustaine e Friedman eseguono magistrali assoli alternati ad una notevole velocità. Five Magics, introdotta da un lungo assolo di basso, è ispirata dal romanzo fantasy 'Master of the five magics' di Lyndon Hardy e si parla di occultismo ed esoterismo. Poison Was the Cure è un brano sulla dipendenza da eroina di Dave Mustaine. Il leader della band si era infatti disintossicato poco tempo prima e, durante le composizioni del disco aveva superato molti problemi personali, fra cui la tossicodipendenza. Tornado of Souls parla della fine della storia di Mustaine con la sua ex compagna Diana. Il brano viene ricordato soprattutto per l'assolo di Marty Friedman, considerato uno dei migliori nella storia. Il chitarrista solista ha ricordato più volte che fu questo assolo a convincere Dave Mustaine ad assumerlo nella band. Dawn Patrol è un allarmante presagio dei danni che la tecnologia bellica nucleare potrebbe arrecare. La canzone è molto breve, poco meno di due minuti ed è dominata da una linea di basso di David Ellefson, supportata dal drumming di Nick Menza. L'ultimo brano, Rust in Peace... Polaris, è un dialogo in prima persona tra il missile nucleare Polaris e la popolazione: in particolare l'arma rivolge al suo interlocutore un avvertimento riguardo alle conseguenze che una sua possibile esplosione potrebbe portare.

## Rimasterizzazione del 2004
Nel 2002 Mustaine ha rimasterizzato il debut album dei Megadeth, Killing Is My Business... And Business Is Good!. Soddisfatto del risultato e delle critiche positive, il frontman ha deciso di rimasterizzare tutti i successivi album pubblicati per la Capitol Records, da Peace Sells... But Who's Buying? fino a Risk.
Rust in Peace è stato ripubblicato nel 2004 con nuovi suoni, quattro bonus tracks e con la copertina leggermente modificata.
Durante il processo di remixaggio, Mustaine ha scoperto che le tracce vocali originali di Rust in Peace... Polaris, Take No Prisoners, Five Magics e Lucretia mancavano: ha così deciso di registrare di nuovo le parti vocali di Take No Prisoners e Rust in Peace... Polaris e di usare altre takes di voce delle sessioni di registrazione originali per Lucretia e Five Magics.

## Tracce

### Versione originale
Testi e musiche di Dave Mustaine, eccetto dove indicato.
1. Holy Wars... The Punishment Due – 6:36
2. Hangar 18 – 5:14
3. Take No Prisoners – 3:28
4. Five Magics – 5:42
5. Poison Was the Cure – 2:58
6. Lucretia – 3:58 (Mustaine, Ellefson)
7. Tornado of Souls – 5:22 (Mustaine, Ellefson)
8. Dawn Patrol – 1:50 (Ellefson)
9. Rust in Peace... Polaris – 5:36

### Versione rimasterizzata
Testi e musiche di Dave Mustaine, eccetto dove indicato.
1. Holy Wars... The Punishment Due – 6:32
2. Hangar 18 – 5:11
3. Take No Prisoners – 3:27
4. Five Magics – 5:39
5. Poison Was the Cure – 2:56
6. Lucretia – 3:55 (Mustaine, Ellefson)
7. Tornado of Souls – 5:19 (Mustaine, Ellefson)
8. Dawn Patrol – 1:51 (Ellefson)
9. Rust in Peace... Polaris – 5:44
10. My Creation – 1:36 (Mustaine, Menza) – bonus track
11. Rust in Peace... Polaris (Demo) – 5:25 – bonus track
12. Holy Wars... The Punishment Due (Demo) – 6:16 – bonus track
13. Take No Prisoners (Demo) – 3:23 – bonus track

## Formazione
- Dave Mustaine - voce, chitarra
- Marty Friedman - chitarra
- David Ellefson - basso, cori
- Nick Menza - batteria, cori

## Curiosità
- La canzone Holy Wars... The Punishment Due è stata remixata dai KMFDM[7], gruppo di musica industriale, e dai Celesty, gruppo power metal.

## Classifiche
| Classifica (1990) | Posizione massima |
| ----------------- | ----------------- |
| Australia         | 47                |
| Canada            | 70                |
| Finlandia         | 19                |
| Germania          | 21                |
| Giappone          | 29                |
| Nuova Zelanda     | 35                |
| Paesi Bassi       | 72                |
| Regno Unito       | 8                 |
| Stati Uniti       | 23                |
| Svezia            | 34                |
| Svizzera          | 29                |